# Torrita di Siena
Torrita di Siena är en ort och kommun i provinsen Siena i regionen Toscana i Italien. Kommunen hade 7 267 invånare (2018).